# Bad Girls (film, 2001)
Pour les articles homonymes, voir Bad Girls.
Bad Girls ou Pomme et Cannelle au Québec (Sugar and Spice) est un film américain réalisé par Francine McDougall (en), sorti en 2001. En France, le film est sorti directement en vidéo en 2003.

## Synopsis
Cinq pom-pom girls bimbo ont la belle vie dans leur lycée. Diane, l'une d'entre elles, tombe enceinte du beau quarterback, et l'argent vient à manquer pour élever cet enfant. Les cinq filles décident alors de braquer une banque.

## Fiche technique
Source principale de la fiche technique :
- Titre : Bad Girls
- Titre québécois : Pomme et Cannelle
- Titre original : Sugar and Spice
- Réalisation : Francine McDougall (en)
- Scénario : Mandy Nelson
- Direction artistique : Maria L. Baker
- Musique : Mark Mothersbaugh
- Décors : Jeff Knipp
- Costumes : Wendy Chuck
- Photographie : Robert Brinkmann (de)
- Montage : Sloane Klevin
- Production : Wendy Finerman
  - Coproduction : Michael Nelson
  - Production déléguée : Greg Mooradian, Matt Moore, Claire Rudnick Polstein et Lona Williams
- Société de production :
- Distribution :  États-Unis : New Line Cinema
- Budget : 11 millions de $US [3].
- Pays :  États-Unis
- Format : Couleur - Son : Dolby Digital, DTS, SDDS - 2,35:1 - Format 35 mm
- Genre : Comédie
- Durée : 81 minutes
- Dates de sortie :
  -  États-Unis : 26 janvier 2001
  -  France : 9 octobre 2003 en DVD[4]

## Distribution
Source principale de la distribution :
- Marla Sokoloff : Lisa Janusch
- Marley Shelton : Diane Weston
- Melissa George : Cleo Miller
- Mena Suvari : Kansas Hill
- Rachel Blanchard : Hannah Wald
- Alexandra Holden (VF : Laura Blanc) : Fern Rogers
- Sara Marsh (VQ : Lisette Dufour) : Lucy Whitman
- James Marsden (VF : Damien Boisseau) : Jack Bartlett
- Sean Young : Mme Hill
- W. Earl Brown : Hank 'Terminator' Rogers
- Adam Busch : Geeky Guy
- Jake Hoffman : Ted
- Nate Maher : Chris
- David Belenky : Bruce

Source et légende : Version québécoise (V. Q.) sur Doublage QC.